# Laberweinting
Laberweinting är en kommun och ort i Landkreis Straubing-Bogen i Regierungsbezirk Niederbayern i förbundslandet Bayern i Tyskland.